# Каре (страва)
Каре з баранини (ягнятини) — м'ясна страва, яка виготовляється з баранячих (ягнячих) реберець. Страву часто називають «баранячими реберцями». У французькій кухні ця страва може носити назву — «котлети з баранчика» .

## Приготування
Страва готується зі шматка баранини з кращої, задньої частини ошийка на баранячої туші. Цей шматок м'яса розрізається перпендикулярно хребту і включає 16 ребер або відбивних. Зазвичай для приготування страви береться поздовжньо розпиляний шматок м'яса, що включає 8 ребер тільки з одного боку, але може також застосовуватися нерозрізаним — з ребрами з обох сторін. Від виду нерозрізаного шматка м'яса пішла назва — «каре», оскільки підняті вгору реберця молодого ягняти, викладені на блюді, нагадують «каре» — побудову військ у вигляді квадрата, де воїни стоять впритул один до одного зі списами, спрямованими вгору.
У ресторанах страву зазвичай готують і подають у вигляді окремо приготовлених ребер. Каре ягняти зазвичай смажать, іноді спочатку покриваючи панірувальними сухарями. Кінчики кісток іноді прикрашають паперовими оборками, або обертають фольгою.